# Yesterday
〈Yesterday〉는 비틀즈의 1965년도 앨범 《Help!》 수록곡이다. 앨범 리스트에는 레논-매카트니 작사 작곡이라고 적혀 있지만 사실 폴 매카트니 혼자 작업한 곡이다. 현재까지 세계에서 가장 많이 리메이크된 음악으로, 총 2200개가 넘는 버전이 존재한다. 이 곡은 영국이 아닌 미국에서 싱글 형태로 최초 발매되었다. 이후, 1965년 미국 음원 시장 1위를 달성하였고, 영국 음원 시장에서도 앨범 《Help!》에 이어 3달 연속 10위권에 머물렀다. 〈Yesterday〉는 1999년도에 전문가와 시청자가 참가하는 BBC Radio 2 투표에서 20세기 가장 훌륭한 명곡으로 선정되었으며, 이듬해에는 MTV와 롤링 스톤에 의해 〈No.1 Pop song〉으로 선정되었다. 1997년도에는 그래미 명예의 전당에 지목되었고, Broadcast Music Incorporated(BMI)에 따르면 20세기에만 이 곡이 최소 7백만 번 연주되었다.
〈Yesterday〉은 헤어진 연인에 대해 노래한 우울한 어쿠스틱 발라드이다. 비틀즈 중 매카트니 혼자 녹음에 참여했으며, 이는 비틀즈 역사상 전에 없던 최초의 단독 공식 앨범이다. 매카트니는 현악 4중주를 곡에 삽입하였고, 후에 음반 작업이 어려워지자 타 멤버들은 이 곡이 영국에서 발매되는 것을 거부하였다. (그러나 결국 1976년 영국에서 싱글로 발매되었다.) 2000년도에 매카트니가 요코 오노에게 이 곡의 저작자를 The Beatles Anthology에서 "매카트니-레논"이라고 바꿀 것을 요청하였으나 거절당했다.

## 기록
〈Yesterday〉는 기네스 세계 기록에 따르면, 〈Yesterday〉는 지금까지 모든 노래에서 가장 많이 커버되었다. 3000개 이상의 커버 버전과 함께 인기가 변함없고 Help! 발매 3달 후 처음으로 United Kingdom top 10에 히트를 쳤다. 방송 음악 법인 (BMI)은 유일하게 20세기에 이 노래를 7천만 번 연주했다고 주장한다. 미국 발매 때에 영국에서는 싱글이 발매되지 않아서 넘버원 싱글을 얻지 못했지만 〈Yesterday〉는 음악 전문가와 청취자의 1999년 BBC 라디오 2 투표에서 20세기의 최고 노래로 뽑혔다. 2000년에는 MTV와 롤링 스톤지에서 역사상 최고의 팝송으로 뽑혔다.

## 기원
매카트니와 비틀즈의 자서전에 따르면, 매카트니는 윔폴 가(Wimpole Street)에 위치한 여자친구 제인 애셔의 집에서 자다가 꿈속에서 이 노래의 멜로디를 들었다고 한다. 깨어있는 동안, 그는 피아노로 부리나케 갔고 그것을 잊어버리는 것을 피하기 위해 곡을 연주했다.
매카트니는 그가 무의식 중에 다른 사람의 곡을 표절했을까봐 걱정했다. 그는 "한 달 가량은 음악산업관계자들에게 이 노래를 들은 적이 있는지 없는지 물어보며 다녔다. 몇 주가 지나도 자신의 곡이라고 주장하는 사람이 없다면 내가 이 노래를 가져도 괜찮다고 생각했다."라고 적었다. 자신이 누군가의 멜로디를 훔친 것이 아니라는 확신이 들고 나서야, 매카트니는 노래에 맞는 가사를 쓰기 시작했다. 이 시기의 레넌과 매카트니가 종종 그러했듯이, "Scrambled Egg"라는 제목과 임시 가사를 좀 더 적당한 가사가 생길 때까지 사용했다. (깃상의d첫 붑분은/Oh, my baby how I love your legs〉였다.) Pal은 그의 자서전인 〈폴 매카트니: 〈Many Years from Now〉에서 "먼저 사람들에게 이 노래의 멜로디를 들려주자 사람들이 'No, it's lovely, and I'm sure it's all yours.'라고 내게 말했다. 이 노래가 완전히 내 것이라고 스스로 설득할 때까지 꽤 오랜 시간이 걸렸지만 결국 내 결심을 굳혔다. '그래 이건 내 곡이야!'. 가사가 없었다. 나는 그 곡을 ‘Scrambled Egg’라고 부르곤 했다."라고 회상했다.
영화 Help! 촬영 당시 촬영장에 피아노가 있었고 이를 이용해 매카트니는 이 곡을 손보기 시작했다. 당시 감독이었던 리처드 레스터는 이에 굉장히 불쾌해 하며 이 자리에서 작곡을 끝내던지 그렇지 않으면 피아노를 치워버리겠다고 말했다. 다른 비틀즈 멤버들도 매카트니의 작업에 인내심을 시험받게 되었는데 조지 해리슨은 당시 상황을 이렇게 요약했다. "Blimey, he's always talking and reseaching about that song. But you'd think he was Beethoven or somebody!{이럴수가, 그는 항상 이 곡에 대해 말하고 연구한다. 그러나 감독은 그가 베토벤이나 또 다른 누군가라고 생각한 것이다!}"
매카트니는 〈Yesterday〉가 1964년 프랑스 투어 때 쓰여진 곡이라고 주장했지만, 이 곡은 1965년 여름까지 발매되지 못했다. 그 사이에, 비틀즈는 2개의 음반(‘A Hard Day's Night’,’Beatles for Sale’)을 발표했는데 두 앨범 어디에도 〈Yesterday〉는 실려있지 않다. 비록 매카트니는 이에 대해 아무런 언급도 하지 않았지만, 곡의 발표가 지연된 것은 곡의 구성에 대한 매카트니와 조지 마틴 사이의 의견차, 그리고 이 노래가 비틀즈의 이미지와 맞지 않다는 타 멤버들의 주장 때문인 것으로 추측된다.
레논은 후에 이 곡이 발표되기까지 많은 시간이 들었음을 내비쳤다.
"이 곡이 완성되기까지 수개월이 걸렸다. 새로운 노래를 녹음하기 위해서 우리가 모였을 때 마다 이 곡이 회자되었다. 우리는 거의 이 곡의 작곡을 끝마친 상태였다. Paul이 거의 대부분의 곡을 작곡했는데 아직 제목을 정하지 못한 상태였다. 우리는 이 곡을 〈Scrambled Egg〉라고 불렀고, 곧 이는 우리들 사이의 농담이 되었다. 우리는 외(外)자 제목이 잘 어울릴 것이라고 생각은 했지만, 정확히 어떤 단어로 제목을 지어야 할지는 알 수 없었다. 그러던 어느 날 아침, 폴은 일어나면서 모든 노래와 제목을 생각해냈다. 우리는 그걸 가지고 많이 웃었던걸 미안하게 생각한다."

매카트니는 가사에 대한 아이디어가 1965년도 5월 포르투갈에서 떠올랐다고 말했다.
"'Yesterday'를 작사할 때 갑자기 첫 구절에 대한 아이디어가 떠올랐다. 'da-da da, yes-ter-day, sud-den-ly, fun-il-ly and Yes-ter-day’ 모든 문제가 풀리는 것 같았다. ‘say, nay, today, away, play, stay’같은 단어는 리듬감을 부여하기 쉬운 단어들이었고, 나는 이에 기반하여 천천히 곡을 쓰기 시작했다."

1965년 5월 27일, 매카트니와 애셔는 휴가 차 간 리스본에서 호텔 직원에게 어쿠스틱 기타를 빌려 〈Yesterday〉를 완성했다. 이 노래의 데모 테이프는 비틀즈가 녹음하기 전 크리스 팔로에게 너무 부드럽다는 이유로 거절당했다.

## 녹음

### 스튜디오 작업
이 노래는 1965년 6월 14일 애비로드 스튜디오에서 비틀즈의 또 다른 노래 〈I’m Down〉을 녹음한 직후 녹음되었다. 이 날은 매카트니의 23번째 생일 4일 전이기도 했다. 이 노래를 어떻게 녹음할 것인가에 대해서도 이견이 많았는데 가장 많이 제시된 의견은 다른 멤버 없이 매카트니 혼자 노래하는 것이었다. 그러나 매카트니를 포함한 비틀즈 멤버들은 드럼, 오르간 등 다양한 악기들을 사용하려 노력했다. 후에 조지 마틴은 매카트니의 Epiphone Texan steel-string 어쿠스틱 기타를 사용하도록 설득했고, 최종적으로 현악4중주를 더했다. 매카트니를 제외한 어떤 멤버도 녹음에 참여하지 않았음에도 불구하고, 1966년도 공연에서는 4명의 멤버 모두가 이 노래를 F코드가 아닌 G코드로 연주했다. 1965년도 6월 14일 매카트니는 두 가지 버전으로 이 노래를 녹음했는데, 2번째 녹음 본이 더 훌륭한 것으로 생각되고 있다. 6월 17일, 기존 2번째 녹음 본에 매카트니의 보컬과 현악4중주가 추가로 더해졌는데 그것이 대중에게 발매되었다.
현악 4중주가 더해지지 않은 첫 번째 녹음 본은 후에 Anthology2 모음집에 실렸다. 첫 번째 녹음 본에서 매카트니는 노래가 시작하기 전 조지 해리슨의 코드가 바뀐 것을 들을 수 있었으나, 해리슨은 이를 원래대로 바꾸지 않았고, 매카트니는 이 실수를 숨기려 하였다

### 연주자
이 자료는 Mark Lewisohn과 Ian MacDonald가 제공하였다.:
- 폴 매카트니 – 리드 보컬과 어쿠스틱 기타
- 토니 길버트 – 바이올린
- 시드니 색스 – 바이올린
- 케네스 에식스 – 비올라
- 프란시스코 가바로 – 첼로

### 음반 발매에 관련된 토론
이 노래가 어떻게 발표되어야 하는지에 대한 논쟁에 대하여 마틴이 후에 언급했다.
| “ | [Yesterday]는 사실 비틀즈의 곡이 아니고 나는 이에 대해 브라이언 엡스타인과 상의했다.: 'You know this is Paul's song... shall we call it Paul McCartney?' 그가 대답했다. 'No, whatever we do we are not splitting up the Beatles.' | ” |

## 인증
| 국가                                                            | 인증 | 판매량/출하량 |
| --------------------------------------------------------------- | ---- | ------------- |
| 이탈리아 (FIMI) sales since 2009                                | 골드 | 25,000        |
| 영국 (BPI) sales since 2010                                     | 골드 | 400,000       |
| 미국 (RIAA)                                                     | 골드 | 1,000,000^    |
| ^출하량을 기반으로 한 인증 · 판매량+스트리밍을 기반으로 한 인증 |      |               |

## 차트 성적
| 차트 (1965년)                     | 순위 |
| --------------------------------- | ---- |
| 미국 Billboard 핫 100             | 1    |
| Norwegian Singles Chart           | 1    |
| Australia Singles Chart           | 2    |
| German Singles Chart              | 6    |
| UK Singles Chart                  | 8    |
| Austrian Top 40                   | 10   |
| Dutch Top 40                      | 26   |
| Spanish Singles Chart             | 44   |
| 차트 (1976년)                     | 순위 |
| UK Singles Chart                  | 8    |
| 차트 (2010년)                     | 순위 |
| 폴란드 (폴란드 에어플레이 탑 100) | 5    |

## 반응
〈Yesterday〉는 역사상 가장 많이 녹음된 곡이다. 1986년 1월 기네스북에 1600개가 넘는 커버 버전을 가진 곡으로 등재되었다. 실라 블랙, 메리앤 페이스풀, 토세 프로에스키, The Mama and the Papas and Barry McGuire, 시커스, 존 바에즈, 도니 해서웨이, 마이클 볼턴, 밥 딜런, 리버라치, 빌 챔플린, 프랭크 시나트라, 맷 먼로, 엘비스 프레슬리, 레이 찰스, 마빈 게이, 대피 덕, Jan & Dean, The Sylvers, Wet Wet Wet, P. P. 아널드, 플라시도 도밍고, The Head Shop, 빌리 딘, Wing, En Vogue, 리앤 라임스, Muslim Magomayev 그리고 보이즈 투 멘에 의해 리메크 되었다. 1976년에는 데이비드 에식스가 단편 뮤직 다큐멘터리인 ‘All This and World War II’ 삽입곡으로 리메이크 되기도 했다. 2006년 그래미 어워드에서는 매카트니가 린킨 파크와 제이지의 ‘Numb/Encore’과 ‘Yesterday’를 합쳐서 공연했다. 또한 이 노래는 2012년 마룬 5의 보컬 애덤 러빈과 토니 루카에 의해 커버되었기도 하며, 푸틴이 가장 좋아하는 비틀즈의 노래이기도 하다.
〈Yesterday〉는 이보르 노벨로상에서 'Outstanding Song of 1965'를 수상하였고, 올해에 가장 많이 연주된 곡 2위를 차지했다. 1위는 매카트니의 또 다른 작품 ‘Michelle’이 차지 했다. 이 노래는 현재까지 꾸준한 사랑을 받고 있는데 2004년 Rolling Stone지가 선정한 ‘The 500 Greatest songs of All time’리스트에서 13위를, 동 잡지사의 2010년 ‘The Beatles 100 Greatest Songs’리스트에서 4위를 기록하였다. 1999년도 발표된 Broadcast Music Incorporated(BMI)주장에 따르면 ‘Yesterday’가 20세기에만 대략 7백만 번 정도 TV와 라디오에서 연주되었다. 따라서 ‘Never My Love’와 ‘You’ve Lost That Loving Feeling’에 이어 20세기에 가장 많이 연주된 음악 3위에 속한다. 〈Yesterday〉는 1999년도 BBC Radio 2가 실행한 설문조사에서 20세기에 가장 중요한 곡으로 선정되었다.
〈Yesterday〉는 그러나 지루하고 감상적인 곡으로 비판 받기도 했다. 밥 딜런은 "국회 도서관에 가면 'Michelle'과 'Yesterday' 같은 Tin Pan Alley 형식의 곡이 수백만 곡 있다."라고 이 곡에 대한 혐오감을 드러냈다. 아이러니하게도, 딜런은 결국 4년 후, 〈Yesterday〉의 자신의 버전을 녹음했지만, 그것은 발표되지 않았다.
레논이 죽기 얼마 전인 1980년도에 그는 ‘Yesterday’의 가사에 대해서 그의 생각을 밝혔다. "가사가 말이 안 된다. 물론 아름다운 곡이긴 하지만, 처음부터 끝까지 읽어보면 그녀가 떠났고, 그는 오늘이 어제 이길 바란다는 것 외에는 어떤 일이 일어난 건지 도무지 알 수 가 없다. 아름답지만, 난 내가 그 곡을 쓴 사람 이길 바라진 않는다." 레넌은 또 다른 앨범 Imagine의 수록 곡 ‘How Do You Sleep?’에서 매카트니를 공격하는 듯한 가사를 작사했다. "The only thing you done was Yesterday, but since you've gone you're just another day〉. 후에 레논은 이 가사는 매카트니에 대한 자기 스스로의 자해라고 인터뷰에서 밝혔다.